# Сехетень
Сехетень, Сехетені (рум. Săhăteni) — село у повіті Бузеу в Румунії. Адміністративний центр комуни Сехетень.
Село розташоване на відстані 74 км на північний схід від Бухареста, 26 км на південний захід від Бузеу, 125 км на захід від Галаца, 99 км на південний схід від Брашова.

## Населення
За даними перепису населення 2002 року у селі проживали 1559 осіб, з них 1556 осіб (99,8%) румунів. Рідною мовою 1558 осіб (99,9%) назвали румунську.